# 松本佳奈 (音楽家)
松本 佳奈（まつもと かな、1985年4月24日 - ）は、日本のシンガーソングライター。千葉県木更津市出身。

## 概要

### 人物
千葉県木更津市出身
「年齢も性別も価値観の違いも越えて、誰もが自然体でいられる場所をつくる」をコンセプトに、地元木更津を拠点とし、田んぼや森でのライブ、寺で座禅体験とライブ、珈琲やリラクゼーションとライブなど、日々の営みと音楽とをむすぶ企画をセルフプロデュースする。
関東を中心に活動を広げる。
これまでに5枚のアルバムをリリース。
役者、エッセイの執筆、イラストも手掛ける。マヤ暦鑑定士でもある。
2014年、4thミニアルバム『死んだように生きるのはもうやめた』をベルウッドレコードより全国発売。渋谷duo MUSIC EXCHANGEにてリリースワンマンライブを開催
2015年から全国ツアーを本格的に開始。北海道、岩手、大阪、山口、四国、九州に活動の幅を広げる。同年、労音大久保会館にて弦楽四重奏とのワンマンライブを開催。
2016年4月30日、5thミニアルバム『魔法の手のひら』をクラウドファンディングによって制作・発売。200名以上のファンから総額172万の支援を得る。同日、三軒茶屋GRAPE FRUIT MOONにてリリースワンマン開催。(80名限定×昼夜2公演) 
2016年7月、漫画家ちばてつや原作のアニメ「風のように」の主題歌『恋風』を書き下ろす。1st single『恋風』をリリース。 
2017年 ファンクラブ『まつかな食堂』を立ち上げる。ワンマンライブを、グランドピアノでのシンプルな弾き語り【徒然日記】と、寺や森などでの【五感でたのしむ四季と音】の2種類に絞っていく。

## 作品

### 参加作品
- 四谷天窓.comfort 10th anniversary PIANO&WOMAN -Episode 05-（2014年5月28日発売、「モラルズ」で参加）

### DVD
- 1st LIVE DVD『松本佳奈LIVE 2015.04.29 at R'sアートコート』
- 2nd LIVE DVD『松本佳奈 ホール独演会〜ことばの色彩2017〜』

## タイアップ
| 曲名             | タイアップ                                     |
| ---------------- | ---------------------------------------------- |
| パラダイムシフト | 日本テレビ系「ミュージックドラゴン」POWER PLAY |
| 恋風             | 劇場アニメ『風のように』主題歌                 |